# Condado de Vanderburgh
El condado de Vanderburgh (en inglés: Vanderburgh County) es un condado en el estado estadounidense de Indiana. En el censo de 2000 el condado tenía una población de 171 922 habitantes. Forma parte del área metropolitana de Evansville. La sede de condado es Evansville. El condado fue formado el 7 de enero de 1818 a partir de porciones de los condados de Gibson, Posey y Warrick. Fue nombrado en honor a Henry Vanderburgh, quien luchó en la Guerra de Independencia de los Estados Unidos y quien posteriormente ejerció como juez en el Territorio de Indiana.

## Geografía
Según la Oficina del Censo, el condado tiene un área total de 611 km² (236 sq mi), de la cual 608 km² (235 sq mi) es tierra y 3 km² (1 sq mi) (0,49%) es agua.

### Condados adyacentes
- Condado de Gibson (norte)
- Condado de Warrick (este)
- Condado de Henderson, Kentucky (sur)
- Condado de Posey (oeste)

## Autopistas importantes
- Interestatal 64
- Interestatal 69
- Interestatal 164
- U.S. Route 41
- Ruta Estatal de Indiana 57
- Ruta Estatal de Indiana 62
- Ruta Estatal de Indiana 65
- Ruta Estatal de Indiana 66

## Demografía
En el  censo de 2000, hubo 171 922 personas, 70 623 hogares y 44 421 familias residiendo en el condado. La densidad poblacional era de 733 personas por milla cuadrada (283/km²). En el 2000 había 76 300 unidades habitacionales en una densidad de 325 por milla cuadrada (126/km²). La demografía del condado era de 89,30% blancos, 8,19% afroamericanos, 0,18% amerindios, 0,75% asiáticos, 0,04% isleños del Pacífico, 0,40% de otras razas y 1,15% de dos o más razas. 0,98% de la población era de origen hispano o latino de cualquier raza. 
La renta promedio para un hogar del condado era de $36 823 y el ingreso promedio para una familia era de $47 416. En 2000 los hombres tenían un ingreso medio de $34 162 versus $22 869 para las mujeres. La renta per cápita para el condado era de $20 655 y el 11,20% de la población estaba bajo el umbral de pobreza nacional.

## Ciudades y pueblos
| - Darmstadt - Daylight - Earle | - Evansville - Highland - Hillsdale | - Inglefield - McCutchanville | - Melody Hill - Saint Joseph |